# Anomura
Anomura (đôi khi là Anomala) là một nhóm động vật giáp xác mười chân, bao gồm cua ẩn sĩ và những loài khác như cua alaska, tôm ngồi xổm. Mặc dù tên của nhiều loài dị thường bao gồm từ cua, nhưng tất cả những con cua thực sự đều thuộc nhóm chị em với phân bộ Anomura, Brachyura (hai nhóm cùng nhau tạo thành nhánh Meiura).